# Třída Le Hardi
Třída Le Hardi byla třída torpédoborců francouzského námořnictva z období druhé světové války. Celkem bylo rozestavěno dvanáct jednotek této třídy, z toho osm bylo dokončeno. Ve službě byly v letech 1940–1942. V listopadu 1942 všechny v Toulonu potopily vlastní posádky, aby nebyly ukořistěny Němci. Italové je roku 1943 vyzvedli, ale žádný už nebyl opraven.

## Stavba
Roku 1932 byla schválena stavba nové třídy torpédoborců s rychlostí 34–35 uzlů, které měly operovat společně s bitevní křižníky třídy Dunkerque. Návrh byl dokončen roku 1934, přičemž kýl prototypu byl založen roku 1936. Do stavby třídy Le Hardi se zapojily tři francouzské loděnice. Sedm jednotek stavěla loděnice Forges et Chantiers de la Méditerranée v La Seyne, tři jednotky loděnice Forges et Chantiers de la Gironde v Bordeaux a dvě jednotky loděnice Ateliers et Chantiers de la Loire v Nantes. V letech 1936–1938 byla zahájena stavba osmi jednotek první série, které byly do služby přijaty roku 1940. Následně v letech 1939–1940 začala stavba dalších čtyř protiletadlových torpédoborců vylepšené druhé série. Tři byly z programu pro rok 1938 a jeden z programu pro rok 1939. Jejich dokončení zabránila válka. Tři byly roku 1945 sešrotovány a pouze nedokončený L`Aventurier byl nějaký využíván jako ponton. Dne 28. dubna 1940 byla schválena stavba dalších tří jednotek, ale vlivem vývoje války už ani nedošlo k jejich objednání.
Jednotky třídy Le Hardi:
| Jméno          | Loděnice                               | Založení kýlu | Spuštěna           | Vstup do služby | Osud |
| -------------- | -------------------------------------- | ------------- | ------------------ | --------------- | --- |
| Le Hardi       | Ateliers et Chantiers de la Loire      | 1936          | 4. května 1938     | červen 1940     | V letech 1940–1942 podřízen vládě ve Vichy. Dne 27. listopadu 1942 v Toulonu potopen vlastní posádkou. Vyzvednut Italy jako FR37, neopraven. Po italské kapitulaci zajat Němci a později potopen v Janově.                                                 |
| Fleuret        | Forges et Chantiers de la Méditerranée | 1936          | 28. července 1938  | červen 1940     | Od dubna 1941 Le Foudroyant. V letech 1940–1942 podřízen vládě ve Vichy. Dne 27. listopadu 1942 v Toulonu potopen vlastní posádkou. Vyzvednut Italy jako FR36, neopraven. Po italské kapitulaci zajat Němci a později potopen v Toulonu jako blokádní loď. |
| Epée           | Forges et Chantiers de la Méditerranée | 1936          | 26. října 1938     | červen 1940     | Od dubna 1941 L`Adroit. V letech 1940–1942 podřízen vládě ve Vichy. Dne 27. listopadu 1942 v Toulonu potopen vlastní posádkou. Vyzvednut Italy jako FR33, neopraven. Později zajat Němci.                                                                  |
| Casque         | Forges et Chantiers de la Méditerranée | 1936          | 2. listopadu 1938  | červen 1940     | V letech 1940–1942 podřízen vládě ve Vichy. Dne 27. listopadu 1942 v Toulonu potopen vlastní posádkou. Vyzvednut Italy, neopraven a potopen spojeneckým letectvem.                                                                                         |
| Lansquenet     | Forges et Chantiers de la Gironde      | 1936          | 20. května 1939    | červen 1940     | V letech 1940–1942 podřízen vládě ve Vichy. Dne 27. listopadu 1942 v Toulonu potopen vlastní posádkou. Vyzvednut Italy jako FR34, neopraven. Po zajetí Němci přejmenován na TA34. Dne 24. dubna 1945 potopen v Janově.                                     |
| Mameluk        | Ateliers et Chantiers de la Loire      | 1937          | 18. února 1939     | červen 1940     | V letech 1940–1942 podřízen vládě ve Vichy. Dne 27. listopadu 1942 v Toulonu potopen vlastní posádkou. Vyzvednut Italy, dne 6. srpna 1944 poškozen spojeneckým letectvem.                                                                                  |
| Le Corsaire    | Forges et Chantiers de la Méditerranée | 1938          | 14. listopadu 1939 | červen 1940     | Od dubna 1941 Siroco. V letech 1940–1942 podřízen vládě ve Vichy. Dne 27. listopadu 1942 v Toulonu potopen vlastní posádkou. Vyzvednut Italy jako FR32, neopraven. Zajat Němci a potopen v Janově jako blokádní loď.                                       |
| Le Filibustier | Forges et Chantiers de la Méditerranée | 1938          | 14. prosince 1939  | červen 1940     | Od dubna 1941 Bison. V letech 1940–1942 podřízen vládě ve Vichy. Dne 27. listopadu 1942 v Toulonu potopen vlastní posádkou. Vyzvednut Italy jako FR35. Později potopen Němci v Toulonu jako blokádní loď.                                                  |
| L`Intrépide    | Forges et Chantiers de la Méditerranée | 1939          | 26. dubna 1941     | –               | Stavba zrušena. Sešrotován 1945. |
| Le Téméraire   | Forges et Chantiers de la Méditerranée | 1939          | 7. listopadu 1941  | –               | Stavba zrušena. Sešrotován 1945. |
| L`Aventurier   | Forges et Chantiers de la Gironde      | 1939          | 20. dubna 1947     | –               | Stavba zrušena. Sešrotován 1960. |
| L`Opiniâtre    | Forges et Chantiers de la Gironde      | 1940          | –                  | –               | Stavba zrušena. Sešrotován 1945. |

## Konstrukce

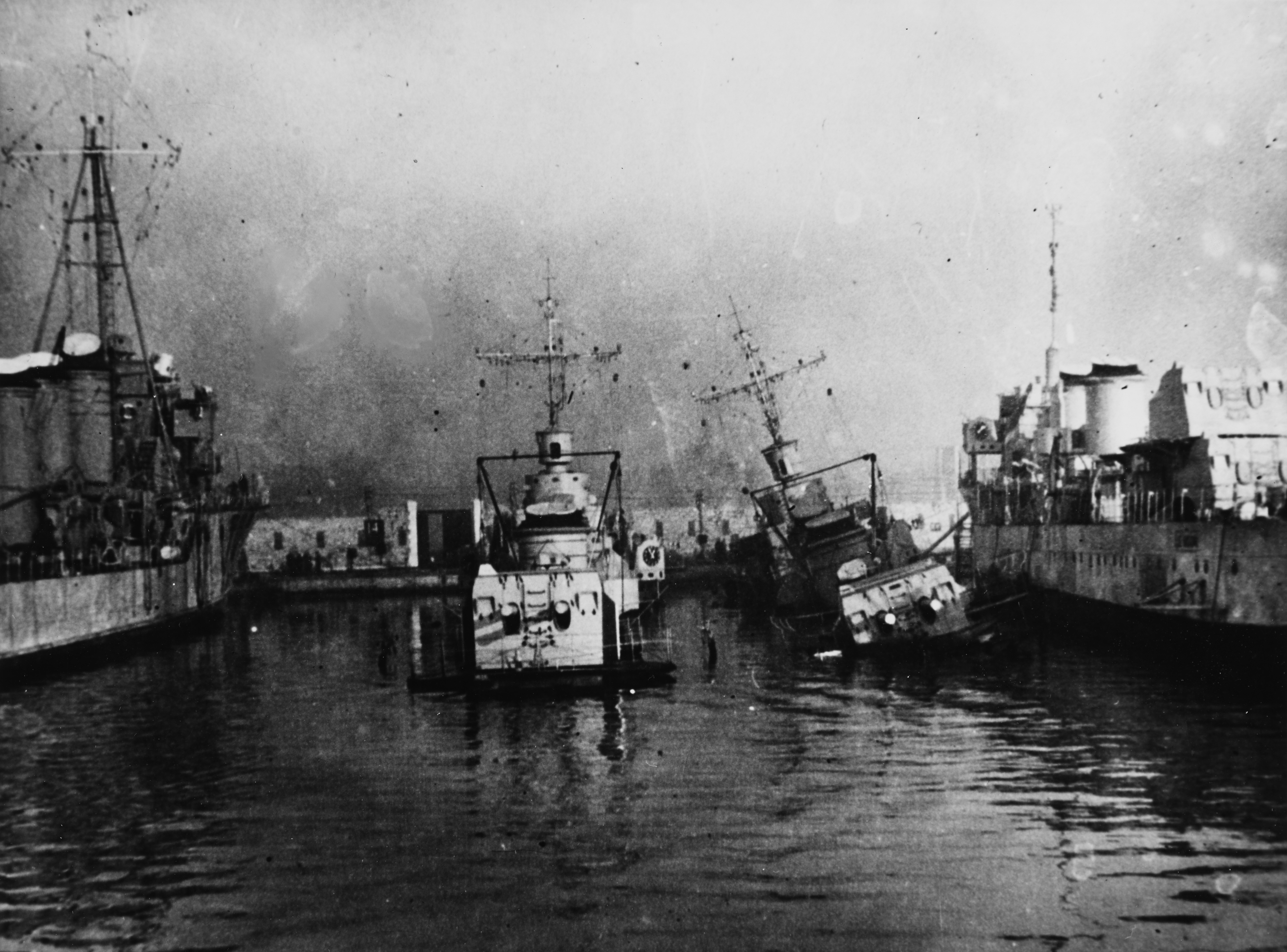
Torpédoborce Foudroyant a Le Hardi potopené v Toulonu

Torpédoborce třídy Le Hardi potopené v Toulonu

Hlavní výzbroj představovalo šest 130mm kanónů umístěných ve třech plně uzavřených dvoudělových věžích (jedna na přídi a dvě na zádi). Stejné kanóny nesla i třída Dunkerque. Dosahovaly rychlosti palby až 14–15 výstřelů za minutu, ale nebylo je možné použít proti letadlům. Doplňovaly je dva 37mm kanóny, čtyři 13,2mm kulomety a sedm 550mm torpédometů (jeden trojitý a dva dvojité). Dále nesly jeden spouštěč se zásobou osmi hlubinných pum. Pohonný systém tvořily čtyři kotle Sural-Norguet a dvě turbínová soustrojí Rateau-Bretagne o výkonu 58 000 shp, pohánějící dva lodní šrouby. Nejvyšší rychlost dosahovala 37 uzlů. Dosah byl 3100 námořních mil při 10 uzlech, 1900 námořních mil při 25 uzlech a 1000 námořních mil při rychlosti 35 uzlů.

### Modifikace
Torpédoborce první série měly roku 1941 posílenu lekhou výzbroj o dva 25mm kanóny, čtyři 13,2mm a pět 8mm kulometů.
Čtyři jednotky druhé série byly stavěny podle upraveného projektu. Měly prodloužený trup a o přibližně 450 tun větší výtlak. Instalovány byly vylepšené 130mm kanóny, použitelné i proti letadlům. Doplňovalo je osm 13,2mm kulometů a šest 550mm torpédometů. Torpédoborce nenesly protiponorkovou výzbroj. Přestože výkon pohonného systému byl navýšen na 62 000 shp, rychlost poklesla na 35 uzlů.

## Operační nasazení
Osm dokončených torpédoborců bylo ve službě od roku 1940. Po francouzské kapitulaci v roce 1940 zůstaly všechny pod kontrolou vlády Vichistické Francie. Po její okupaci německou armádou všechny dne 27. listopadu 1942 na základně v Toulonu potopily vlastní osádky. Tři torpédoborce později vyzvedli Italové, opravit je ale již nestihli.